# Hospital Regional de Rancagua
El Hospital Dr. Franco Ravera Zunino, también conocido como Hospital Regional de Rancagua, es un hospital público chileno, ubicado en Rancagua, capital de la Región de O'Higgins. Se considera un recinto hospitalario de alta complejidad y es autogestionado en la red perteneciente al Servicio de Salud O'Higgins.

## Historia
El 12 de marzo de 1829 el Cabildo de Rancagua recibió el testamento de José de la Carrera, quien dejaba como herencia la mitad de las rentas de su hacienda Valdebenito para la construcción de un hospital, cuyas obras se iniciaron de inmediato. Dicho hospital se ubicaba en el borde norte del centro dámero de la ciudad, en la Alameda.
A comienzos de los años 1950 comenzó la construcción de un edificio para el hospital en la Alameda, que entró en funciones el año 1962. Paralelamente, la Sociedad Minera El Teniente comenzó la construcción de un hospital para su personal, que en 1980, gracias a la compra por parte del Servicio Nacional de Salud, pasó a formar parte del Hospital Regional.
La inauguración del nuevo edificio del hospital regional, ubicado también en la Alameda pero en la periferia de la ciudad, se realizó el 25 de abril de 2016, y en junio se definió que su nombre sería el de Hospital Regional Libertador Bernardo O'Higgins. El antiguo edificio del hospital fue ocupado por la Universidad de O'Higgins, que comenzó a funcionar en 2017. Desde ese mismo año, el recinto hospitalario cuenta con un sistema de paneles solares para autoconsumo fotovoltaico en el techo del edificio, con una potencia de 280 kWp, lo que le da una cierta independencia energética y contribuye a la generación de energía solar en Chile.
En marzo de 2024 se oficializa su cambio de nombre, para rendir honor al doctor Franco Ravera Zunino, célebre neurocirujano fallecido en 2022.